# Giovanni Reyna
Giovanni Alejandro Reyna (født 13. november 2002) er en amerikansk professionel fodboldspiller, som spiller for Bundesliga-klubben Borussia Dortmund og USA's landhold.

## Klubkarriere

### Borussia Dortmund
Reyna begyndte sin karriere hos New York City FCs undgomsakademi, før han i 2019 skiftede til Borussia Dortmund. Han gjorde sin førsteholdsdebut den 18. januar 2020, da han blev skiftet på i slutningen af en kamp imod Augsburg. Han scorede sit først professionelle mål den 4. februar 2020 i en DFB-Pokal kamp imod Werder Bremen, og blev hermed den yngste målscorer i DFB-Pokalens historie.
I en kamp imod Freiburg den 3. oktober 2020 assisterede Reyna 3 mål i en kamp, og blev hermed den yngste spiller i Bundesliga-historien til at få et hat-trick af assist. Han vandt U.S. Soccer's Young Male Player of the Year for året 2020.
Før 2021-22 sæsonen annoncerede Dortmund at Reyna ville overtage trøjenummer 7, efter at Jadon Sancho have skiftet til Manchester United. Den 27. august 2021 blev Reyna den yngste spiller til at have spillet 50 Bundesliga-kampe nogensinde. 2021-22 sæsonen ville dog blive en skuffende for Reyna, da han døjede med gentagende skader.
Efter at have misset størstedelen af 2021-22 sæsonen gennem skader, så scorede Reyna sit første mål i mere end 400 dage den 22. oktober 2022 i en kamp imod Stuttgart.

#### Leje til Nottingham Forest
Reyna blev i januar 2024 lejet til Nottingham Forest for resten af 2023-24 sæsonen.

## Landsholdskarriere

### Ungdomslandshold
Reyna har spillet for USA's på flere ungdomsniveauer.

### Seniorlandshold
Reyna tiltrak sig meget opmærksomhed fra flere landshold efter sit gennembrud. Han kunne vælge at spille for USA, men også sit fødeland Englandeller Portugal, da han holder portugisisk statsborgerskab igennem sin mors familie. Sidst kunne han også have valgt Argentina gennem sin fars familie. Reyna gjorde det dog klart at han ønskede at spille for USA, ligesom hans far havde gjort.
Reyna fik sin debut for seniorlandsholdet den 12. november 2020 i en venskabskamp imod Wales.

## Privat
Giovanni Reyna blev født den 13. november 2002 i Sunderland i England, da hans far, Claudio Reyna, spillede for Sunderland A.F.C. på det tidspunkt. Hans mor Danielle Egan spillede også fodbold. Familien flyttede tilbage til USA i 2007, da Claudio skiftede til New York Red Bulls.